# قصوان لبناني
قصوان لبناني (الاسم العلمي:Cirsium libanoticum) هو نوع من النباتات يتبع جنس القصوان من الفصيلة النجمية.